# ワオ高等学校
ワオ高等学校（わおこうとうがっこう、英語: WAO High School）は、岡山県岡山市に本校がある私立通信制高等学校。学校法人ワオ未来学園が設置し、2021年4月1日に開校した。

## 概要
株式会社ワオ・コーポレーションを母体として学校法人ワオ未来学園が設立され、2021年4月1日に開校した。

## 沿革
- 2021年（令和3年） - ワオ高等学校（広域通信制・単位制）開校[1]。